# Chang’an (Xichang)
Chang’an (chinesisch 长安街道, Pinyin Cháng’ān Jiēdào) ist ein Straßenviertel der kreisfreien Stadt Xichang im Autonomen Bezirk Liangshan der Yi in der südwestchinesischen Provinz Sichuan. Chang’an befindet sich im Westen Xichangs. Es hat eine Fläche von 2,838 km² und 25.513 Einwohner (Stand: Zensus 2010).

## Administrative Gliederung
Chang’an setzt sich aus drei Einwohnergemeinschaften zusammen. Diese sind:
- Einwohnergemeinschaft Jianxin (建新社区);
- Einwohnergemeinschaft Xianghe (祥和社区);
- Einwohnergemeinschaft Yingbin (迎宾社区).